# Saranda
Saranda (en albanais : Sarandë) est une ville portuaire et une station balnéaire du sud-ouest de l’Albanie, sur la baie de Kakomé. Comptant parmi les plus importantes agglomérations de la côte ionienne (Riviera albanaise ou Riviera Shqiptare), elle compte 41 000 habitants (2017) et fait face à l’île grecque de Corfou. 
Saranda est située dans le district de Sarandë et dans la préfecture de Vlorë.

## Toponymie
Le nom vient du grec Άγιοι Σαράντα / Ágioi Saránda, signifiant les Quarante Saints en référence aux Quarante martyrs de Sébaste. Le nom italien Santi Quaranta a la même signification.

## Géographie
La ville portuaire est située à l'extrême sud-ouest du pays, au bord de la mer Ionienne. Elle fait face à l'île grecque de Corfou, à laquelle elle est reliée par une liaison maritime.
L'Œil bleu est une zone protégée située sur le territoire de la commune.

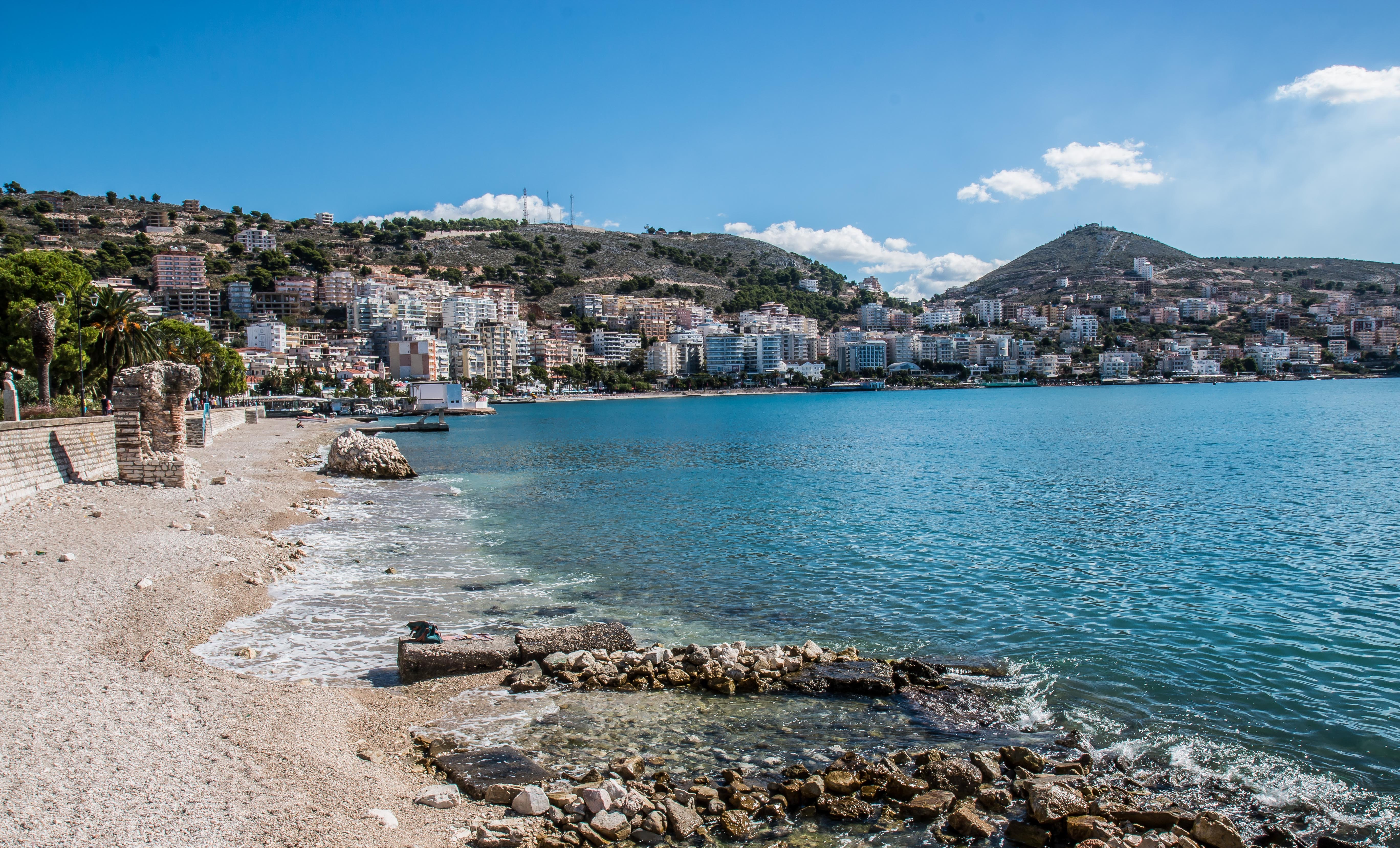
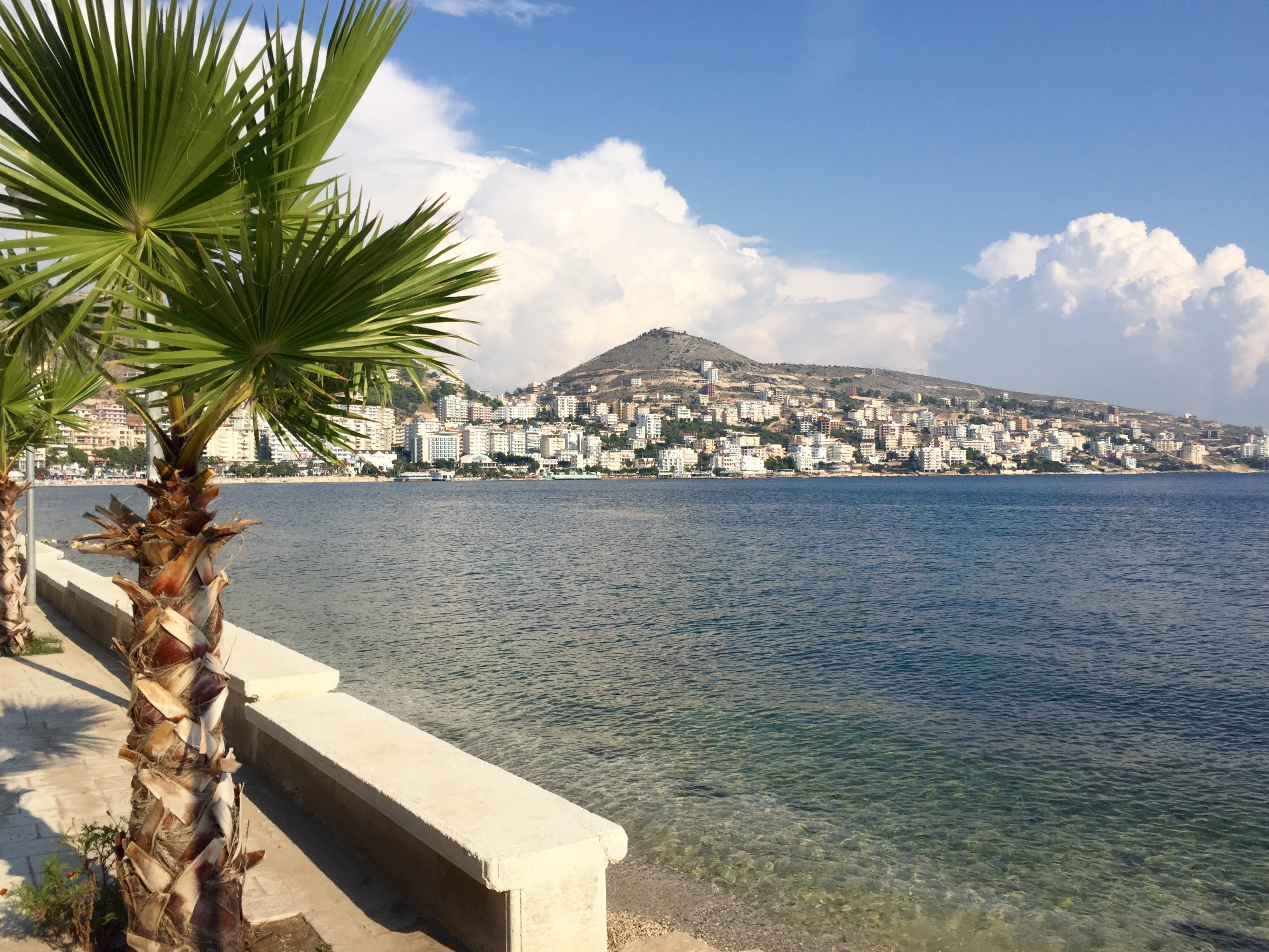
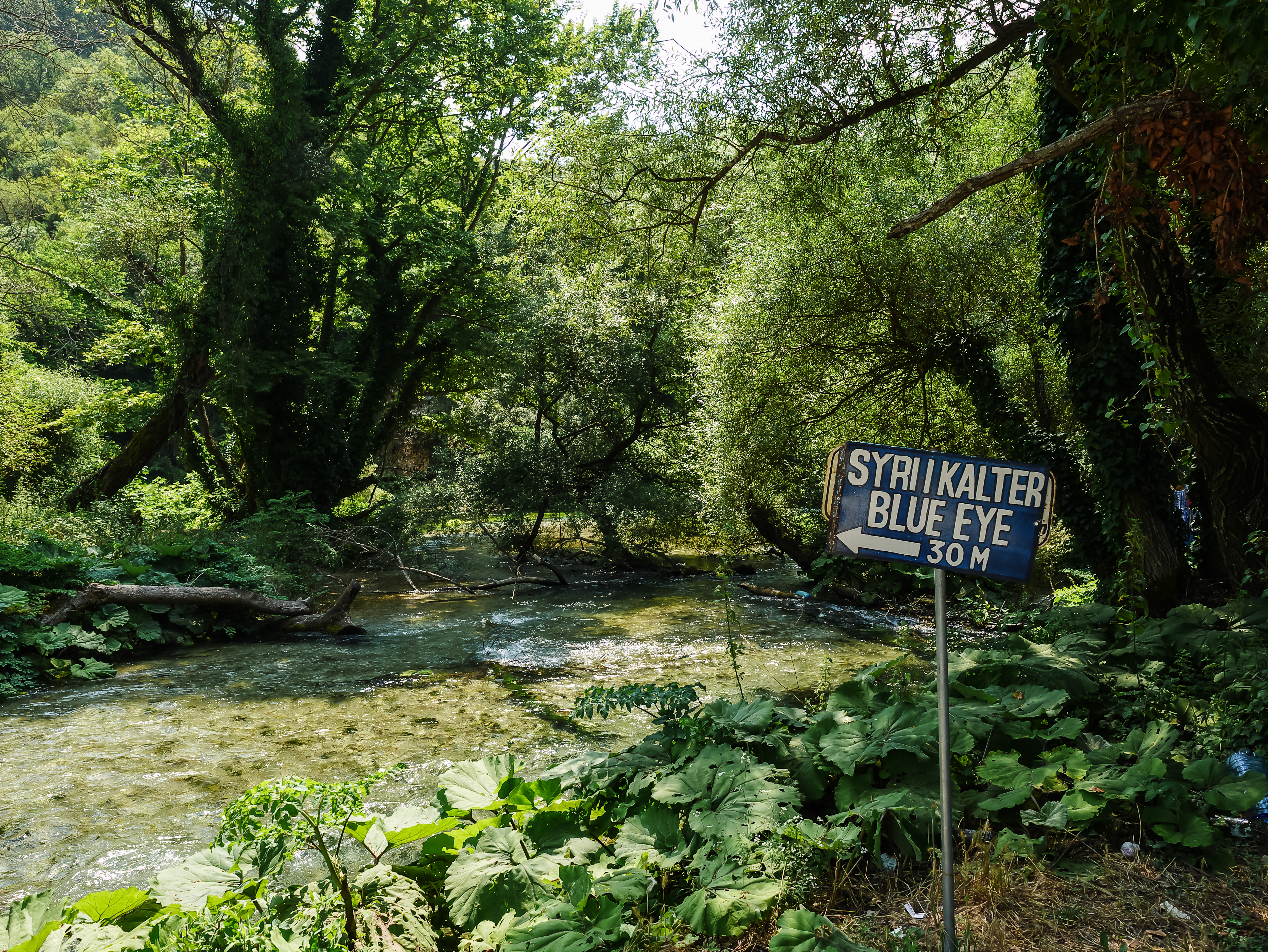
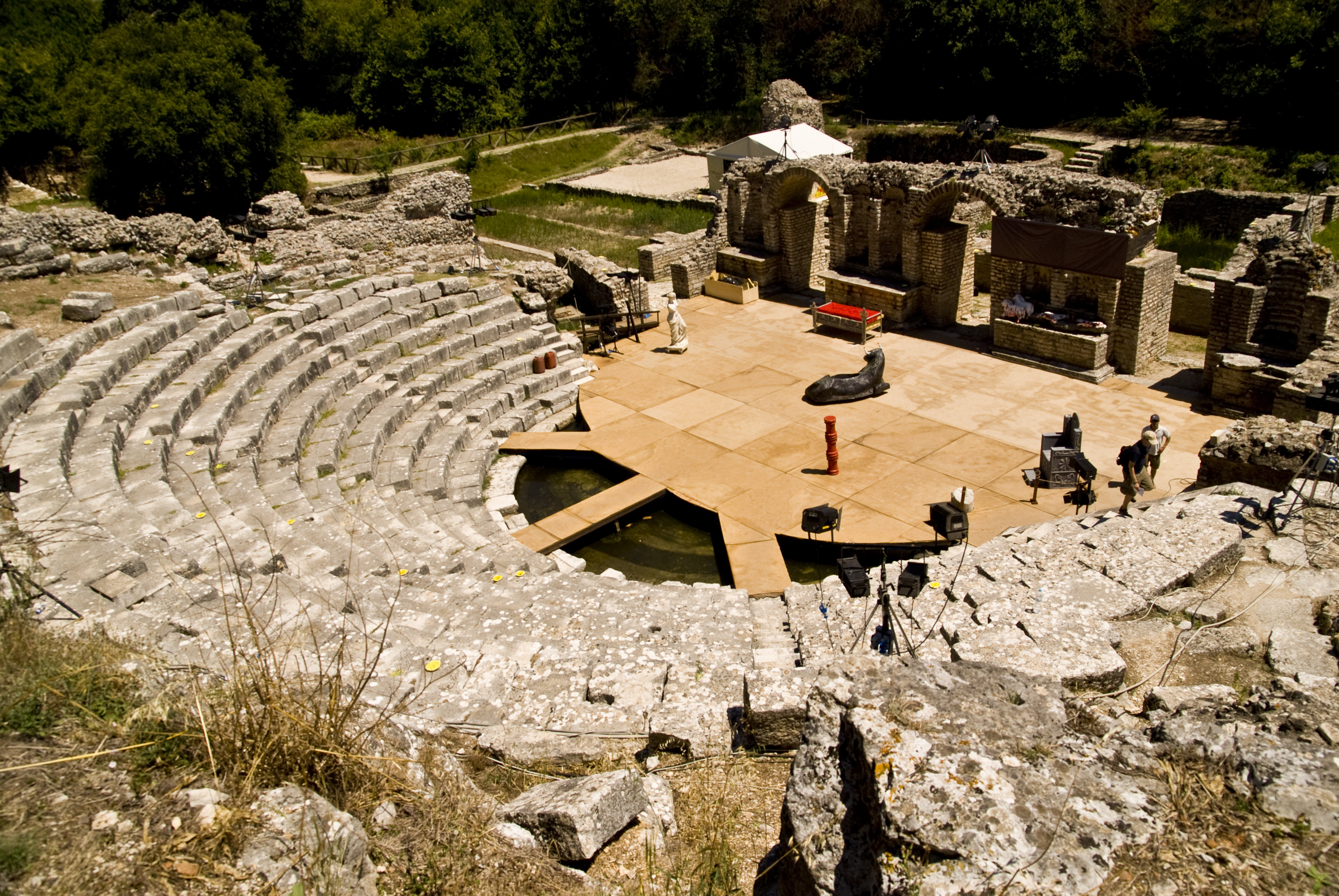

Saranda est situé à environ 284 km de la capitale Tirana, et à 50 km de la frontière grecque.

## Archéologie
Le site archéologique de Butrint, classé au Patrimoine mondial de l'UNESCO, est situé à proximité.

## Démographie
Une minorité grecque y subsiste, environ 7 % de la population de la ville.